# جامعة يونغين
جامعة يونغين هي جامعة خاصة تقع في مقاطعة غيونغي بمدينة يونغين في كوريا الجنوبية. افتتحت كمدرسة للتربية البدنية باسم مدرسة الجودو الكورية عام 1953 قبل أن يتم تحويلها إلى جامعة عام 1971 وتغير اسمها عام 1993 من كلية كوريا للعلوم الفيزيائية إلى الاسم الحالي جامعة يونغ. بعد الجامعة واحدة من أولى مؤسسات فنون الدفاع عن النفس في العالم.
وتضم الجامعة 35 قسمًا في الكليات الستة تخصص دروسا صباحية ومسائية: فنون القتال، العلوم الفيزيائية، الثقافة والفنون، إدارة الأعمال، العلوم البيئية والصحة والرعاية الاجتماعية، كما أنشأت الجامعة سبع مدارس متخصصة في مجالات التعليم والعلوم الفيزيائية والفنون والأعمال والتأهيل وعلوم الصحة والتايكواندو والأصول الثقافية ومدرسة عامة واحدة مع 8 منظمات تابعة بما في ذلك المكتبة المركزية و 18 منظمة فرعية لتنمية التنافسية العالمية.

## خريجون بارزون
- بايك جين هي
- تشوي جي هو
- وون بين
- هيون يونغ
- كيم سارانغ